# Албрехт I фон Брауншвайг
Албрехт I Велики (на немски: Albrecht I. der Große; * 1236, † 15 август 1279) от фамилията Велфи, е основател на Стария Дом Брауншвайг, от 1252 г. херцог на Брауншвайг и Люнебург, от 1267 вторият херцог на Брауншвайг и Люнебург заедно с неговия брат Йохан I до разделянето на херцогството през 1269 г., и след това до неговата смърт първият регент на новообразуваното Княжество Брауншвайг-Волфенбютел.

## Живот
Той е син на Ото I фон Брауншвайг, първият херцог на Брауншвайг и Люнебург, и Матилда от Бранденбург.
След смъртта на баща му Албрехт поема през 1252 г. управлението на херцогството и надзора над неговия по-малък брат Йохан I. Двамата братя управляват херцогството първо заедно. През 1267 г. те разделят херцогството. Албрехт разделя собствеността, Йохан получава правото да си избере една част. Йохан си избира Люнебургската земя с град Хановер като херцогство. Албрехт получава земята около Брауншвайг и Волфенбютел с територии в Каленберг и около Гьотинген. Той основава така т.нар. „По-стар Дом Брауншвайг“, a неговият брат „По-стар Дом Люнебург“. Разделението влиза в сила през 1269 г.
Албрехт I умира през 1279 г. и е погребан в църквата Braunschweiger Dom в Брауншвайг.

## Фамилия
Първи брак: през 1254 г. с Елизабет от Брабант († 1261), дъщеря на херцог Хайнрих II от Брабант и Софи от Тюрингия, внучка на Света Елизабет и сестра на Хайнрих I, първият ландграф на Хесен. Бракът остава бездетен.
Втори брак: през 1265 г. с Аделаида Монфератска († 1285), дъщеря на Бонифаций II маркграф от Монферат († 1253/55) и на Маргарета от Савоя. От този брак той има една дъщеря и шест сина:
- Хайнрих (1267 – 1322)
- Албрехт Мазния (1268 – 1318)
- Вилхелм (1270 – 1292)
- Ото († 1346)
- Лотар (1275 – 1335) от 1331 до 1335 е осемнадесети Велик магистър наТевтонския орден.
- Мехтхилд (1276 – 1318), ∞ 1310/12 Хайнрих III, херцог на Глогау и Саган
- Конрад († 1303)